# Vsevolod Merkoulov
Pour les articles homonymes, voir Merkoulov.
Vsevolod Nikolaïevitch Merkoulov (en russe : Всеволод Николаевич Меркулов), né le 25 octobre 1895 du calendrier julien (27 novembre 1895 du calendrier grégorien) à Zaqatala en Azerbaïdjan, mort le 23 décembre 1953 à Moscou, fut le directeur général du NKVD de février à juillet 1941 puis d'avril 1943 à mars 1946. Il faisait partie de la « mafia géorgienne » de Lavrenti Beria, ministre chargé de la sécurité de l'État et chef suprême du NKVD.

## Biographie
En 1913, Merkoulov est diplômé avec mention du lycée de Tiflis (Tbilissi) puis il va étudier à l'Université de Saint-Pétersbourg, à la faculté de physique et de mathématiques.
Vers 1921-1922, à la fin de la guerre civile, il travaille en tant qu'inspecteur-détective dans le département « Transports » de la Tchéka géorgienne. Il est alors âgé de 26 ans.
De 1925 à 1931, Merkoulov est, à Batoumi, le directeur du département des opérations secrètes et vice-directeur de la GPU de l'Adjarie.
Son ascension politique et administrative commence en 1939, lorsque Beria prend en décembre 1938 la place de Nikolaï Iejov à la tête du NKVD. Merkoulov est nommé commissaire du peuple pour la Sécurité de l'État (NKGB) du 3 février 1941 au 20 juillet 1941.
Il a été le responsable du NKVD chargé de « nettoyer » la Pologne après le partage de ce pays à l'occasion du Pacte Molotov-Ribbentrop et coordonnait les actions de répression politique en Ukraine.
Il a été chargé, spécialement, de superviser l'exécution en 1940 de milliers de soldats polonais dans ce que l'on appelle le Massacre de Katyń.
Entre 1941 et 1943, Merkoulov est commissaire du peuple adjoint chargé du NKVD.
Il est de nouveau directeur général du NKGB, du 20 juillet 1943 jusqu'à mars 1946, date à laquelle il devient ministre chargé de la Sûreté de l'État. Mais Staline le remplace rapidement par Viktor Abakoumov, son rival.
Il est nommé général d'armée le 9 juillet 1945.
En 1950, Merkoulov remplace Lev Mekhlis en tant que ministre chargé du contrôle politique de l'État.
Étroitement lié à Beria, il suit le destin de son compagnon et mentor et est exécuté comme lui d'une balle dans la tête le 23 décembre 1953.
La légende dit que son corps, ainsi que ceux de Beria et de quatre autres hauts dignitaires du régime, furent incinérés avec dispersion des cendres dans un lieu tenu secret.

## Action politique et récompenses
Fidèle serviteur et ami de Beria, il « monta » avec ce dernier à Moscou. Sa carrière suivit celle de Beria.
Sa carrière et son sort rappellent très exactement ceux de Bogdan Koboulov.
Pendant une douzaine d'années, en tant que directeur opérationnel suprême du NKVD, il supervisa l'action répressive de cet appareil politico-administratif d'État, en particulier durant la période difficile de la Seconde Guerre mondiale et des séquelles des grandes purges staliniennes de 1937-1938. Il dut notamment gérer l'administration du Goulag, qui vit ses effectifs quintupler durant les années 1938-1950.
Il était titulaire de :
- l'Ordre de Lénine ;
- l'Ordre du Drapeau rouge.

Il fut membre suppléant du Comité central du Parti communiste de l'Union soviétique de mars 1939 à juillet 1953.

## Compléments

### Photographie
- Photographie de Béria et Merkoulov (arrière-plan, côte-à-côte) - 1934.

### Sources bibliographiques
- Missions spéciales : mémoires du maître-espion soviétique Pavel Soudoplatov, éd. du Seuil, 1994,  (ISBN 2-02-021845-3), voir notamment chapitre « Notices biographiques », p. 597.